# The Flash
Flash este un serial de televiziune american cu super-eroi dezvoltat de Greg Berlanti, Andrew Kreisberg și Geoff Johns, difuzat pe The CW. Se bazează pe încarnarea lui Barry Allen a personajului DC Comics Flash, un luptător de crime supereroi costumat, cu puterea de a se mișca la viteze supraomenești. Este un spin-off de la Arrow, existent în același univers fictiv cunoscut sub numele de Arrowverse. Seria îl urmărește pe Barry Allen, interpretat de Grant Gustin , un investigator la locul crimei care câștigă viteză super-umană, pe care îl folosește pentru a lupta cu infractorii, inclusiv cu alții care au câștigat și abilități supraomenești.
Prevăzută inițial ca un pilot din spate, primirea pozitivă pe care a primit-o Gustin în timpul a două apariții pe măsură ce Barry on Arrow i-a determinat pe directori să aleagă să dezvolte un pilot complet pentru a utiliza un buget mai mare și pentru a ajuta la concretizarea lumii lui Barry mai detaliat. Seria este filmată în principal în Vancouver, Columbia Britanică, Canada.
Flash a avut premiera în America de Nord pe 7 octombrie 2014, unde pilotul a devenit a doua cea mai vizionată premieră din istoria The CW, după The Vampire Diaries în 2009. A fost bine primită de critici și public și a câștigat premiul People Premiul Choice pentru „Noua dramă TV preferată” în 2014. Seria, împreună cu Arrow, au realizat personaje în propria emisiune, Legends of Tomorrow, care a avut premiera pe 21 ianuarie 2016. În ianuarie 2020, The CW a reînnoit seria pentru un al șaptelea sezon, care a avut premiera pe 2 martie 2021. Seria a fost reînnoită pentru un al optulea sezon în februarie 2021.